# Wolfgang Blau

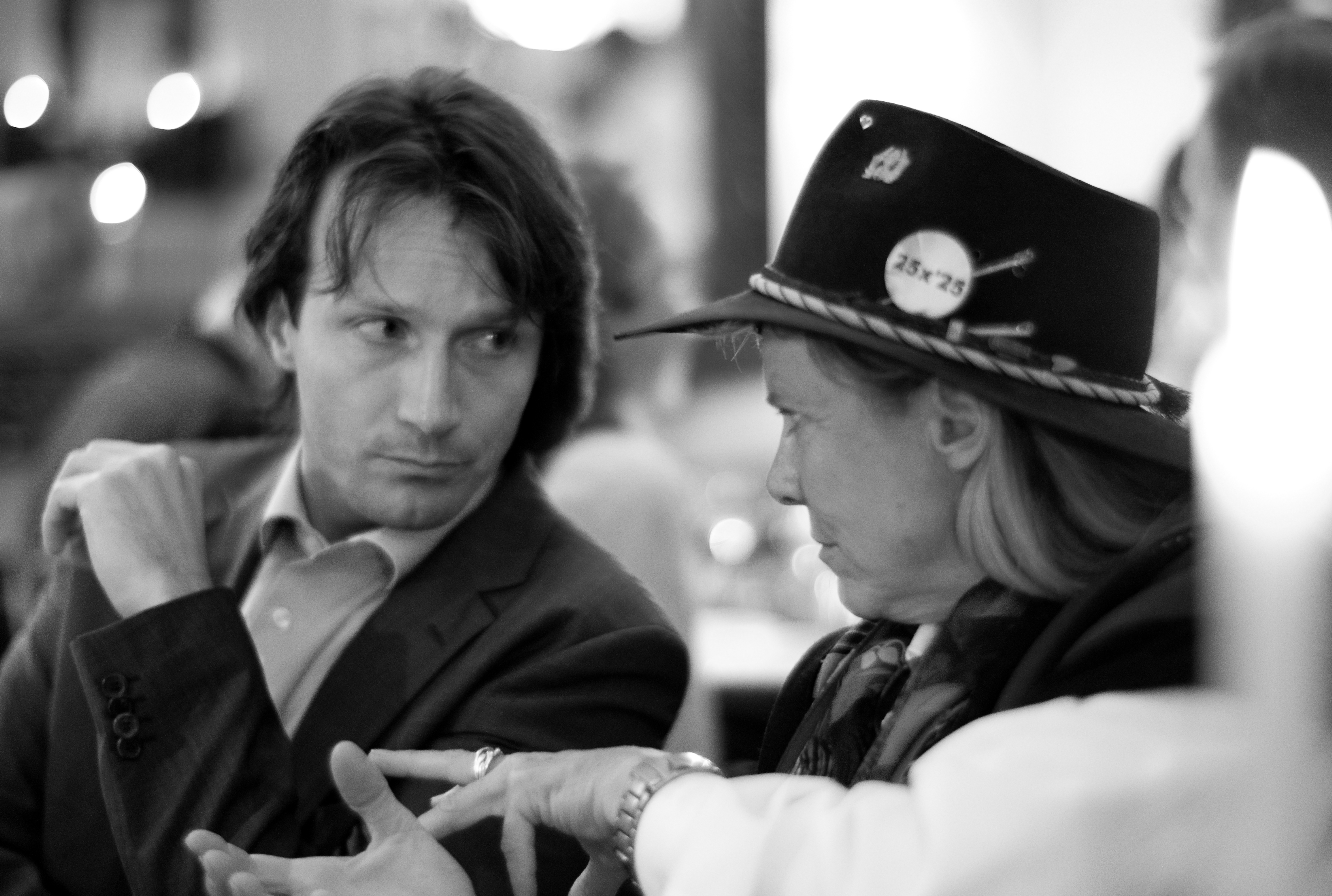
Wolfgang Blau (links) mit Hunter Lovins (2007)

Wolfgang Blau (* 16. Oktober 1967 in Stuttgart als Wolfgang Harrer) ist ein deutscher Publizist und war von 2008 bis 2013 Chefredakteur des Online-Auftritts der Hamburger Wochenzeitung Die Zeit, arbeitete bis 2015 für den Guardian und bis September 2020 für Condé Nast International. Seitdem arbeitet er als Gastforscher am Reuters Institute for the Study of Journalism.

## Leben
Nach seinem Studium arbeitete Blau beim BLR-Radiodienst in München als Chef vom Dienst und News-Anchor. Von 1999 bis 2008 war er als freier Journalist in San Francisco und Washington, D.C. tätig. Er arbeitete unter anderem für heute.de, ORF, 3sat, Die Welt, Bayerischer Rundfunk und Technology Review. Daneben entwickelte er Online-Angebote wie das Online-Audio-Portal für Die Welt, die Online-Audioausgabe der Zeit sowie das Hörbuch-Portal Audible, welches heute zu Amazon gehört. 
Bis 2006 publizierte er unter dem Namen Wolfgang Harrer. 2007 veröffentlichte er mit der Journalistin Alysa Selene das Buch „German Dream“, welches aus einem Interview-Projekt mit dem ZDF hervorging.
Ab März 2008 war Blau Chefredakteur von Zeit Online. Er äußerte sich oft zu netzpolitischen und journalistischen Themen. Aufsehen erregte er unter anderem mit seinem Kurzvortrag „Die sieben Branchenmythen über den Zustand des Journalismus“ vor dem „Ausschuss Kultur und Medien“ des Bundestags.
Im April 2013 wechselte Blau zur britischen Tageszeitung Guardian, wo er als Direktor Digitalstrategie und Mitglied der Geschäftsführung von Guardian News & Media in London fungierte. Zum 1. Dezember 2015 wechselte er zu Condé Nast International (Condé Nast Verlag). Dort arbeitete er als Chief Digital Officer. Wolfgang Blau wurde 2017 „zum 1. August President von Condé Nast International und damit zum Auslandschef des Medienkonzerns.“ Er trat die Nachfolge von Nicholas Coleridge an. Seit 2020 arbeitet er als Gastforscher zusammen mit Jennifer McGuire am Reuters Institute for the Study of Journalism.

## Veröffentlichungen
- mit Alysa Selene: German Dream. Träumen für Deutschland. dtv Premium, 2007, ISBN 978-3-423-24646-0.